# 埃斯帕莱
埃斯帕莱（法語：Espalais，法語發音：[ɛspalɛ]）是法国奧克西塔尼大區塔恩-加龙省的一个市镇，属于卡斯泰尔萨拉桑区。

## 地理
埃斯帕莱（44°4'35"N, 0°54'11"E）面积7.87 平方千米，位于法国奧克西塔尼大區塔恩-加龙省，该省份为法国西南部内陆省份，北起顺时针与洛特省、阿韦龙省、塔恩省、上加龙省、热尔省和洛特-加龙省接壤。
与埃斯帕莱接壤的市镇（或旧市镇、城区）包括：欧维拉尔、戈尔费什、梅尔勒、圣卢、圣米歇尔、瓦朗斯。

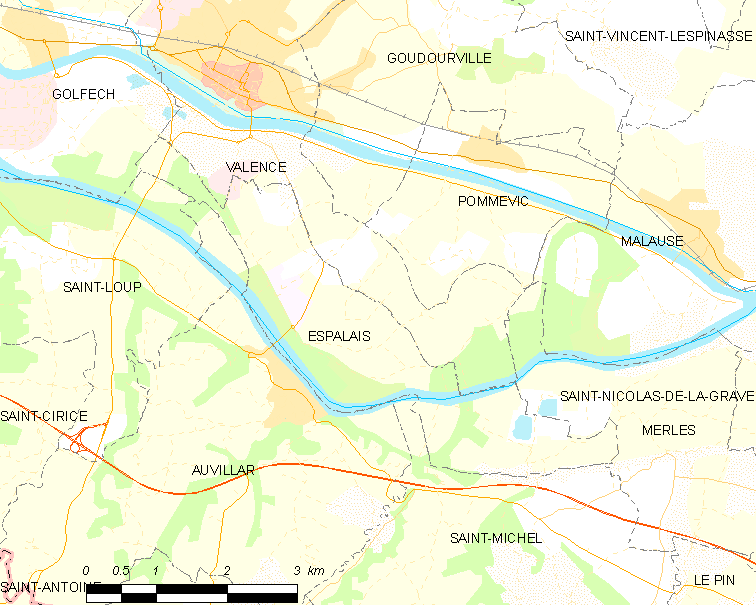
埃斯帕莱的OSM定位图

埃斯帕莱的时区为UTC+01:00、UTC+02:00（夏令时）。

## 行政
埃斯帕莱的邮政编码为82400，INSEE市镇编码为82054。

## 政治
埃斯帕莱所属的省级选区为瓦朗斯县。

## 人口

1962-2008年间埃斯帕莱人口变化图示

埃斯帕莱于2022年1月1日时的人口数量为380人。